# Euphalerus tzuensis
Euphalerus tzuensis är en insektsart som beskrevs av Yang 1984. Euphalerus tzuensis ingår i släktet Euphalerus och familjen rundbladloppor. Inga underarter finns listade i Catalogue of Life.